# Live Killers
Live Killers е първият концертен и общо осмият албум на английската рок група Куийн, издаден на 22 юни 1979 година от ЕМИ във Великобритания и на 26 юни 1979 от Електра в САЩ. Албумът представлява първата двойна плоча на групата. Получава златен статут във Великобритания и платинен в САЩ.
Албумът е дългоочакван и е записан между януари и март 1979 година по време на концерти от европейското турне на групата. Продуциран е от Куийн и музикалния инженер Джон Етчелс. 
Love of My Life е издадена като сингъл и достига едва 63-то място в чартовете на Великобритания. В САЩ като сингъл е издадена бързата версия на We Will Rock You, която не влиза в чартовете. Албумът достига 3-то място и остава 29 седмици в чартовете на Великобритания и достига 16-о място и остава 14 седмици в чартовете на САЩ. 
Специална версия на албума е издадена в ЮАР, като парите от продажбите са предоставени за благотворителни цели – в помощ на училище за слепи и глухонеми слепи в Бопутатсуана (Bophuthatswana) 

## Списък с песните

### Първа страна
1. We Will Rock You (бърза версия) (Брайън Мей) – 3:18
2. Let Me Entertain You (Фреди Меркюри) – 3:15
3. Death on Two Legs (Dedicated To...) (Меркюри) – 3:31
4. Killer Queen (Меркюри) – 1:59
5. Bicycle Race (Меркюри) – 1:28
6. I'm in Love with My Car (Роджър Тейлър) – 2:08
7. Get Down, Make Love (Меркюри) – 4:31
8. You're My Best Friend(Джон Дийкън) – 2:08

### Втора страна
1. Now I'm Here (Мей) – 8:42
2. Dreamer's Ball (Мей) – 3:44
3. Love of My Life (Меркюри) – 4:57
4. '39 (Мей) – 3:26
5. Keep Yourself Alive (Мей) – 4:02

### Трета страна
1. Don't Stop Me Now (Меркюри) – 4:28
2. Spread Your Wings (Дийкън) – 5:17
3. Brighton Rock (Мей) – 12:13

### Четвърта страна
1. Bohemian Rhapsody (с прелюдия: Mustapha) (Меркюри) – 6:02
2. Tie Your Mother Down (Мей) – 3:40
3. Sheer Heart Attack (Тейлър) – 3:35
4. We Will Rock You (Мей) – 2:48
5. We Are the Champions (Меркюри) – 3:27
6. God Save the Queen (аранжирана от Мей) – 1:31

## Състав
- Фреди Меркюри: водещи и беквокали, пиано, маракаси на '39
- Брайън Мей: китари, вокали, пиано
- Роджър Тейлър: барабани, перкусия, водещи и беквокали
- Джон Дийкън: бас